# Циса (богиня)
Циса, або Зіса, — гіпотетична язичницька богиня, якій колись поклонялись в Аугсбурзі.
Деякі сучасні вчені вважають богиню нововведенням середньовічного періоду.

## Підтвердження
Найдавніші згадки про богиню на ім'я Зіса або Циса знаходяться в рукописі XI століття, який зараз знаходиться у Відні, під назвою Excerptum ex Gallia Historia («Витяг з історії Галлії»). Згідно із цим витягом, місто Аугсбург колись було відоме як Цисаріс й назване на честь цієї богині, що врятувала місто від римського вторгнення, що відбулось 28 вересня. Цього дня святкували свято Циси, а її ім'я збереглось як назва пагорба Цисунберк.
За даними джерел, богиня мала варварський дерев'яний храм і власне свято, яке святкували іграми та веселощами на 59-й день після 1 серпня, тобто 28 вересня.
Назва Цисенберг засвідчена у статуті Аугсбурга приблизно 1300 р. Описана вище історична подія (римський напад) відкидається як така, адже не має жодної історичної цінності.
Різні пізніші текстові згадки про Цису схожі до тих, що знайдені у Витягу з історії Галлії, іноді в поєднанні з інформацією про слов'янських божеств.Наприкінці п'ятнадцятого і в шістнадцятого століття німецькі гуманісти пов'язували зображення різних жінок навколо Аугсбурга з богинею, в тому числі й деякі зображення на церквах, а деякі й з тих, що знайдені в місті.

## Теорії
Якоб Грімм висловив припущення, що Циса могла бути дружиною Бога Тюра. Грімм також висунув припущення про зв'язок між Цисою та Ісідою свевів, засвідченою Тацитом у його праці «Германія» («Про місцезнаходження і походження германців») І ст. н. е. на основі подібності їх імен. Можливо, на зв’язок Циси з Ісідою вплинули подібні міркування, зроблені гуманістами, такими як Конрад Пейтінгер.
Існування богині Циси було під питанням протягом ХІХ — початку ХХ століть. У 1936 році Р. Коль критично дослідив докази існування богині. Він визначив, що жоден з археологічних чи пікторальних зображень, які, як говорили, зображували Цису, насправді не зображував богиню. Розглядаючи Витяг, Коль стверджував, що ім'я богині було виведено як пояснення топоніму Цисенберг, після чого «стара назва» Аугсбурга — Цисаріс — була вигадана автором Витягу. Коль стверджував, що назву Цисенберг можна пояснити й без імені богині. Альтернативні пояснення полягають у тому, що це слово має значення «гора, на якій гніздяться Цискіни» або «гора у вигляді грудей». Оскільки вся інша інформація про Цису, так чи інакше, походить з Витягу, Коль робить висновок, що богині ніколи не існувало.
 

Слідом за Колем Рудольф Сімек пише:
(Циса, Зіса) — нібито ім'я німецької богині, якій, згідно з латинським історичним текстом XI століття, в язичницькі часи поклонялися в Аугсбурзі. Поки Грімм широко роздумував про справжність цієї богині, на сьогодні припущення про існування богині Циси відкидається, оскільки вихідний текст не витримує критики.
Пізніші дослідники сходяться на думці, що псевдоісторичний текст з його анахронічними суперечностями просто не має надійної джерельної цінності і що богиню Цису слід «викреслити з вірувань старих німців».